# Авне ле Конт
Авне ле Конт (фр. Avesnes-le-Comte) насеље је и општина у североисточној Француској у региону Север-Па де Кале, у департману Па де Кале која припада префектури Арас.
По подацима из 2011. године у општини је живело 2.058 становника, а густина насељености је износила 219,4 становника/km². Општина се простире на површини од 9,38 km². Налази се на средњој надморској висини од 152 метара (максималној 154 m, а минималној 99 m).

## Демографија
| 1962. | 1968. | 1975. | 1982. | 1990. | 1999. | 2011. |
| ----- | ----- | ----- | ----- | ----- | ----- | ----- |
| 1.388 | 1.424 | 1.490 | 1.835 | 2.011 | 1.983 | 2.058 |

График промене броја становника у току последњих година